# Deborah Neininger
Deborah Neininger (* 1983 in Schaffhausen) ist eine Schweizer Regisseurin. Sie ist Regisseurin von "Güsel, die Abfalldetektive", einer der ersten Webserien der Schweiz, und des Musicals Traumfrau Mutter.

## Leben
Deborah Neininger ist in Schaffhausen geboren und aufgewachsen. Sie studierte von 2006 bis 2012 Angewandte Theaterwissenschaften an der Justus-Liebig-Universität Giessen und an der Aristotle University of Thessaloniki (AUTH). Nach dem Abschluss arbeitete an diversen Theater- und Performaceprojekten. Unter anderem als Teil des Kollektivs "We Ate Lobster" zusammen mit dem Schriftsteller Lukas Linder und der Schauspielerin Laura Lienhard. 2013 und 2020 wurde sie mit dem Schaffhauser Kulturförderpreis ausgezeichnet und 2015 mit dem Preis für Kunstvermittlung kult&co beider Basel.
Neininger arbeitet zudem als TV- und Werbe-Regisseurin. Bekannt wurde sie unter anderem durch die Comedy-Serie "Güsel. Die Abfalldetektive", die sie zusammen mit Gabriel Vetter und Jan Sulzer 2014-2015 in zwei Staffeln umsetzte.
2018/19 tourte ihre Neu-Inszenierung des Musicals „Traumfrau-Mutter“ in diversen deutschschweizer Städten und am St. Pauli Theater in Hamburg.
Deborah Neininger ist Kommissionsmitglied bei SWAN – Swiss Women’s Audiovisual Network.

## Theater/Performance/Musical (Auswahl)
- Traumfrau Mutter, Musical, 2018/2019, Regisseurin und Buchneubearbeitung
- Twenty Four, Theaterstück am Wildwuchs Festival Basel, 2017, als Regisseurin[8]
- Komm auf meine Seite, Performance an den Treibstoff Theatertagen Basel, 2015, als Regisseurin[9]
- And For The Rest, Posterprojekt des Künstlers Tim Etchells in Basel, 2015, Interviewführung[10]
- Nuancen sind oft sehr wichtig, aber selten entscheidend, Koproduktion von Hessischem Landestheater Marburg, Hessischer Theaterakademie und Institut für Angewandte Theaterwissenschaft Giessen, als Regisseurin (zusammen mit Ferdinand Klüsener)
- Bekenntnisse, Performance am Künstlerhaus Mousonturm in Frankfurt am Main, 2012, Konzept und Inszenierung (zusammen mit anderen Künstlern)[11]

## Film/Fernsehen (Auswahl)
- Tour Retour, Kurzfilm, 2008, Regie (zusammen mit Jan Sulzer) und Drehbuch[12]
- Güsel. Die Abfalldetektive, Webserie SRF, 2014–2015, Regie

## Werbefilme
- Migros – Die Backe, 2017, Regisseurin, Produktionsfirma: Jung von Matt[13]
- Sanagate – Einfach geht anders. Tanzkurs, Berndeutsch, Mathestunde, 2017, Regisseurin, Produktionsfirma: Stories AG[14]